# Historique du parcours européen de l'AEK Athènes FC
Cet article présente les différentes campagnes européennes réalisées par l'AEK Athènes depuis 1963.

## 1963-1964
Coupe des clubs champions :
|   | Tour         | Club      | Aller | Total | Retour | Club        |   |
| - | ------------ | --------- | ----- | ----- | ------ | ----------- | - |
| 1 | Premier tour | AS Monaco | 7-2   | 8-3   | 1-1    | AEK Athènes | 2 |

## 1964-1965
Coupe d'Europe des vainqueurs de coupe :
|   | Tour         | Club        | Aller | Total | Retour | Club          |   |
| - | ------------ | ----------- | ----- | ----- | ------ | ------------- | - |
| 3 | Premier tour | AEK Athènes | 2-0   | 2-3   | 0-3    | Dinamo Zagreb | 4 |

## 1966-1967
Coupe d'Europe des vainqueurs de coupe :
|   | Tour         | Club        | Aller | Total | Retour | Club     |   |
| - | ------------ | ----------- | ----- | ----- | ------ | -------- | - |
| 5 | Premier tour | AEK Athènes | 0-1   | 2-4   | 2-3    | SC Braga | 6 |

## 1968-1969
Coupe des clubs champions :
|    | Tour            | Club           | Aller | Total | Retour | Club               |    |
| -- | --------------- | -------------- | ----- | ----- | ------ | ------------------ | -- |
| 7  | Premier tour    | AEK Athènes    | 3-0   | 5-3   | 2-3    | La Jeunesse d'Esch | 8  |
| 9  | Deuxième tour   | AEK Athènes    | 0-0   | 2-0   | 2-0    | AB Copenhague      | 10 |
| 11 | Quart de finale | Spartak Trnava | 2-1   | 3-2   | 1-1    | AEK Athènes        | 12 |

## 1970-1971
Coupe des villes de foires :
|    | Tour                      | Club        | Aller | Total | Retour | Club      |    |
| -- | ------------------------- | ----------- | ----- | ----- | ------ | --------- | -- |
| 13 | Trente-deuxième de finale | AEK Athènes | 0-1   | 0-4   | 0-3    | FC Twente | 14 |

## 1971-1972
Coupe des clubs champions :
|    | Tour               | Club        | Aller | Total | Retour | Club        |    |
| -- | ------------------ | ----------- | ----- | ----- | ------ | ----------- | -- |
| 15 | Seizième de finale | Inter Milan | 4-1   | 6-4   | 2-3    | AEK Athènes | 16 |

## 1972-1973
Coupe UEFA :
|    | Tour                      | Club        | Aller | Total | Retour | Club            |    |
| -- | ------------------------- | ----------- | ----- | ----- | ------ | --------------- | -- |
| 17 | Trente-deuxième de finale | AEK Athènes | 3-1   | 4-2   | 1-1    | Salgótarján BTC | 18 |
| 19 | Seizième de finale        | Liverpool   | 3-0   | 6-1   | 3-1    | AEK Athènes     | 20 |

## 1975-1976
Coupe UEFA :
|    | Tour                      | Club               | Aller | Total | Retour | Club        |    |
| -- | ------------------------- | ------------------ | ----- | ----- | ------ | ----------- | -- |
| 21 | Trente-deuxième de finale | Vojvodina Novi Sad | 0-0   | 1-3   | 1-3    | AEK Athènes | 22 |
| 23 | Seizième de finale        | Inter Bratislava   | 2-0   | 3E-3  | 1-3    | AEK Athènes | 24 |

## 1976-1977
Coupe UEFA :
|    | Tour                      | Club                | Aller | Total             | Retour   | Club                  |    |
| -- | ------------------------- | ------------------- | ----- | ----------------- | -------- | --------------------- | -- |
| 25 | Trente-deuxième de finale | AEK Athènes         | 2-0   | 3E-3              | 1-3 a.p. | Dynamo Moscou         | 26 |
| 27 | Seizième de finale        | AEK Athènes         | 2-0   | 5-2               | 3-2      | Derby County          | 28 |
| 39 | Huitième de finale        | AEK Athènes         | 2-0   | 3E-3              | 1-3      | Étoile Rouge Belgrade | 30 |
| 31 | Quart de finale           | Queens Park Rangers | 3-0   | 3-3 6-7 aux t.a.b | 0-3 a.p. | AEK Athènes           | 32 |
| 33 | Demi-finale               | Juventus            | 4-1   | 5-1               | 1-0      | AEK Athènes           | 34 |

## 1977-1978
Coupe UEFA :
|    | Tour                      | Club        | Aller | Total | Retour   | Club              |    |
| -- | ------------------------- | ----------- | ----- | ----- | -------- | ----------------- | -- |
| 35 | Trente-deuxième de finale | Târgu Mureş | 1-0   | 1-3   | 0-3 a.p. | AEK Athènes       | 36 |
| 37 | Seizième de finale        | AEK Athènes | 2-2   | 3-6   | 1-4      | Standard de Liège | 38 |

## 1978-1979
Coupe des clubs champions :
|    | Tour               | Club        | Aller | Total | Retour | Club              |    |
| -- | ------------------ | ----------- | ----- | ----- | ------ | ----------------- | -- |
| 39 | Seizième de finale | AEK Athènes | 6-1   | 7-5   | 1-4    | FC Porto          | 40 |
| 41 | Huitième de finale | AEK Athènes | 1-2   | 2-7   | 1-5    | Nottingham Forest | 42 |

## 1979-1980
Coupe des clubs champions :
|    | Tour               | Club             | Aller | Total | Retour | Club        |    |
| -- | ------------------ | ---------------- | ----- | ----- | ------ | ----------- | -- |
| 43 | Seizième de finale | FC Argeş Piteşti | 3-0   | 3-2   | 0-2    | AEK Athènes | 44 |

## 1982-1983
Coupe UEFA :
|    | Tour                      | Club        | Aller | Total | Retour | Club       |    |
| -- | ------------------------- | ----------- | ----- | ----- | ------ | ---------- | -- |
| 45 | Trente-deuxième de finale | AEK Athènes | 0-1   | 0-6   | 0-5    | FC Cologne | 46 |

## 1983-1984
Coupe d'Europe des vainqueurs de coupe :
|    | Tour               | Club        | Aller | Total | Retour | Club      |    |
| -- | ------------------ | ----------- | ----- | ----- | ------ | --------- | -- |
| 47 | Seizième de finale | AEK Athènes | 2-0   | 3-4   | 1-4    | Újpest FC | 48 |

## 1985-1986
Coupe UEFA :
|    | Tour                      | Club        | Aller | Total | Retour | Club        |    |
| -- | ------------------------- | ----------- | ----- | ----- | ------ | ----------- | -- |
| 49 | Trente-deuxième de finale | AEK Athènes | 1-0   | 1-5   | 0-5    | Real Madrid | 50 |

## 1986-1987
Coupe UEFA :
|    | Tour                      | Club        | Aller | Total | Retour | Club        |    |
| -- | ------------------------- | ----------- | ----- | ----- | ------ | ----------- | -- |
| 51 | Trente-deuxième de finale | Inter Milan | 2-0   | 3-0   | 1-0    | AEK Athènes | 52 |

## 1988-1989
Coupe UEFA :
|    | Tour                      | Club        | Aller | Total | Retour | Club            |    |
| -- | ------------------------- | ----------- | ----- | ----- | ------ | --------------- | -- |
| 53 | Trente-deuxième de finale | AEK Athènes | 1-0   | 1-2   | 0-2    | Athletic Bilbao | 54 |

## 1989-1990
Coupe des clubs champions :
|    | Tour               | Club                   | Aller | Total | Retour | Club        |    |
| -- | ------------------ | ---------------------- | ----- | ----- | ------ | ----------- | -- |
| 55 | Seizième de finale | Dynamo Dresde          | 1-0   | 4-5   | 3-5    | AEK Athènes | 56 |
| 57 | Huitième de finale | Olympique de Marseille | 2-0   | 3-1   | 1-1    | AEK Athènes | 58 |

## 1991-1992
Coupe UEFA :
|    | Tour                      | Club             | Aller | Total | Retour | Club        |    |
| -- | ------------------------- | ---------------- | ----- | ----- | ------ | ----------- | -- |
| 59 | Trente-deuxième de finale | Vllaznia Shkodër | 0-1   | 0-3   | 0-2    | AEK Athènes | 60 |
| 61 | Seizième de finale        | Spartak Moscou   | 1-0   | 1-2   | 0-2    | AEK Athènes | 62 |
| 63 | Huitième de finale        | AEK Athènes      | 2-2   | 2-3   | 0-1    | Torino      | 64 |

## 1992-1993
Ligue des champions :
|    | Tour          | Club        | Aller | Total | Retour | Club          |    |
| -- | ------------- | ----------- | ----- | ----- | ------ | ------------- | -- |
| 65 | Premier tour  | AEK Athènes | 1-1   | 3E-3  | 2-2    | APOEL Nicosie | 66 |
| 67 | Deuxième tour | AEK Athènes | 1-0   | 1-3   | 0-3    | PSV Eindhoven | 68 |

## 1993-1994
Ligue des champions :
|    | Tour         | Club      | Aller | Total | Retour | Club        |    |
| -- | ------------ | --------- | ----- | ----- | ------ | ----------- | -- |
| 69 | Premier tour | AS Monaco | 1-0   | 2-1   | 1-1    | AEK Athènes | 70 |

## 1994-1995
Ligue des champions :
|    | Tour                              | Club              | Aller | Total | Retour | Club            |    |
| -- | --------------------------------- | ----------------- | ----- | ----- | ------ | --------------- | -- |
| 71 | Premier tour                      | AEK Athènes       | 2-0   | 3-0   | 1-0    | Glasgow Rangers | 72 |
| 73 | Phase de poules, groupe D : J1/J5 | Austria Salzbourg | 0-0   |       | 3-1    | AEK Athènes     | 77 |
| 74 | Phase de poules, groupe D : J2/J6 | AEK Athènes       | 1-2   |       | 0-2    | Ajax Amsterdam  | 78 |
| 75 | Phase de poules, groupe D : J3/J4 | AEK Athènes       | 0-0   |       | 1-2    | Milan AC        | 76 |

## 1995-1996
Coupe d'Europe des vainqueurs de coupe :
|    | Tour               | Club                     | Aller | Total | Retour | Club        |    |
| -- | ------------------ | ------------------------ | ----- | ----- | ------ | ----------- | -- |
| 79 | Premier tour       | AEK Athènes              | 2-0   | 4-2   | 2-2    | FC Sion     | 80 |
| 81 | Huitième de finale | Borussia Mönchengladbach | 4-1   | 5-1   | 1-0    | AEK Athènes | 82 |

## 1996-1997
Coupe d'Europe des vainqueurs de coupe :
|    | Tour               | Club               | Aller | Total | Retour | Club        |    |
| -- | ------------------ | ------------------ | ----- | ----- | ------ | ----------- | -- |
| 83 | Seizième de finale | AEK Athènes        | 1-0   | 3-1   | 2-1    | HFC Hummené | 84 |
| 85 | Huitième de finale | Olimpija Ljubljana | 0-2   | 0-6   | 0-4    | AEK Athènes | 86 |
| 87 | Quart de finale    | Paris SG           | 0-0   | 3-0   | 3-0    | AEK Athènes | 88 |

## 1997-1998
Coupe d'Europe des vainqueurs de coupe :
|    | Tour               | Club        | Aller | Total | Retour | Club                |    |
| -- | ------------------ | ----------- | ----- | ----- | ------ | ------------------- | -- |
| 89 | Seizième de finale | AEK Athènes | 5-0   | 9-2   | 4-2    | Dinaburg Daugavpils | 90 |
| 91 | Huitième de finale | AEK Athènes | 2-0   | 2-1   | 0-1    | Sturm Graz          | 92 |
| 93 | Quart de finale    | AEK Athènes | 0-0   | 1-2   | 1-2    | Lokomotiv Moscou    | 94 |

## 1998-1999
Coupe UEFA :
|    | Tour                       | Club           | Aller | Total | Retour | Club        |    |
| -- | -------------------------- | -------------- | ----- | ----- | ------ | ----------- | -- |
| 95 | Deuxième tour préliminaire | Ferencváros TC | 4-2   | 4-6   | 0-4    | AEK Athènes | 96 |
| 97 | Trente-deuxième de finale  | Vitesse Arnhem | 3-0   | 6-3   | 3-3    | AEK Athènes | 98 |

## 1999-2000
Ligue des champions :
|    | Tour                            | Club        | Aller | Total | Retour | Club      |     |
| -- | ------------------------------- | ----------- | ----- | ----- | ------ | --------- | --- |
| 99 | Troisième tour de qualification | AEK Athènes | 0-0   | 0-1   | 0-1    | AIK Solna | 100 |

Coupe UEFA :
|     | Tour               | Club              | Aller | Total | Retour | Club        |     |
| --- | ------------------ | ----------------- | ----- | ----- | ------ | ----------- | --- |
| 101 | Premier tour       | Torpedo Koutaïssi | 0-1   | 1-7   | 1-6    | AEK Athènes | 102 |
| 103 | Deuxième tour      | MTK Hungária FC   | 2-1   | 2-2E  | 0-1    | AEK Athènes | 104 |
| 105 | Seizième de finale | AEK Athènes       | 2-2   | 2-3   | 0-1    | AS Monaco   | 106 |

## 2000-2001
Coupe UEFA :
|     | Tour               | Club             | Aller | Total | Retour | Club         |     |
| --- | ------------------ | ---------------- | ----- | ----- | ------ | ------------ | --- |
| 107 | Premier tour       | Vasas SC         | 2-2   | 2-4   | 0-2    | AEK Athènes  | 108 |
| 109 | Deuxième tour      | AEK Athènes      | 5-0   | 6-2   | 1-2    | Herfølge BK  | 110 |
| 111 | Seizième de finale | Bayer Leverkusen | 4-4   | 4-6   | 0-2    | AEK Athènes  | 112 |
| 113 | Huitième de finale | AEK Athènes      | 0-1   | 0-6   | 0-5    | FC Barcelone | 114 |

## 2001-2002
Coupe UEFA :
|     | Tour               | Club        | Aller | Total | Retour   | Club            |     |
| --- | ------------------ | ----------- | ----- | ----- | -------- | --------------- | --- |
| 115 | Tour préliminaire  | AEK Athènes | 6-0   | 8-0   | 2-0      | CS Grevenmacher | 116 |
| 117 | Premier tour       | AEK Athènes | 2-0   | 4-3   | 2-3 a.p. | Hibernian FC    | 118 |
| 119 | Deuxième tour      | NK Osijek   | 1-2   | 3-5   | 2-3      | AEK Athènes     | 120 |
| 121 | Seizième de finale | AEK Athènes | 3-2   | 4-3   | 1-1      | Litex Lovetch   | 122 |
| 123 | Huitième de finale | Inter Milan | 3-1   | 5-3   | 2-2      | AEK Athènes     | 124 |

## 2002-2003
Ligue des champions :
|     | Tour                                       | Club          | Aller | Total | Retour | Club        |     |
| --- | ------------------------------------------ | ------------- | ----- | ----- | ------ | ----------- | --- |
| 125 | Troisième tour de qualification            | APOEL Nicosie | 2-3   | 2-4   | 0-1    | AEK Athènes | 126 |
| 127 | Première phase de poules, groupe C : J1/J5 | KRC Genk      | 0-0   |       | 1-1    | AEK Athènes | 131 |
| 128 | Première phase de poules, groupe C : J2/J6 | AEK Athènes   | 0-0   |       | 1-1    | AS Rome     | 132 |
| 129 | Première phase de poules, groupe C : J3/J4 | AEK Athènes   | 3-3   |       | 2-2    | Real Madrid | 130 |

Coupe UEFA :
|     | Tour               | Club        | Aller | Total | Retour | Club          |     |
| --- | ------------------ | ----------- | ----- | ----- | ------ | ------------- | --- |
| 133 | Seizième de finale | AEK Athènes | 4-0   | 8-1   | 4-1    | Maccabi Haïfa | 134 |
| 135 | Huitième de finale | Málaga CF   | 0-0   | 1-0   | 1-0    | AEK Athènes   | 136 |

## 2003-2004
Ligue des champions :
|     | Tour                               | Club               | Aller | Total | Retour | Club                 |     |
| --- | ---------------------------------- | ------------------ | ----- | ----- | ------ | -------------------- | --- |
| 137 | Troisième tour de qualification    | Grasshopper Zurich | 1-0   | 2-3   | 1-3    | AEK Athènes          | 138 |
| 139 | Pphase de poules, groupe C : J1/J5 | AEK Athènes        | 1-1   |       | 0-3    | Deportivo La Corogne | 143 |
| 140 | Phase de poules, groupe C : J2/J6  | AS Monaco          | 4-0   |       | 0-0    | AEK Athènes          | 144 |
| 141 | Phase de poules, groupe C : J3/J4  | AEK Athènes        | 0-1   |       | 0-2    | PSV Eindhoven        | 142 |

## 2004-2005
Coupe UEFA :
|     | Tour                           | Club                     | Aller | Total | Retour | Club                      |     |
| --- | ------------------------------ | ------------------------ | ----- | ----- | ------ | ------------------------- | --- |
| 145 | Premier tour                   | ND Gorica                | 1-1   | 1-2   | 0-1    | AEK Athènes               | 146 |
| 147 | Phase de poules, groupe H : J1 | Zénith Saint-Pétersbourg | 5-1   |       |        | AEK Athènes               |     |
| 148 | Phase de poules, groupe H : J3 | AEK Athènes              | 1-2   |       |        | Lille OSC                 |     |
| 149 | Phase de poules, groupe H : J4 | FC Séville               | 3-2   |       |        | AEK Athènes               |     |
| 150 | Phase de poules, groupe H : J5 | AEK Athènes              | 0-2   |       |        | Alemannia Aix-la-Chapelle |     |

## 2005-2006
Coupe UEFA :
|     | Tour         | Club                     | Aller | Total | Retour | Club        |     |
| --- | ------------ | ------------------------ | ----- | ----- | ------ | ----------- | --- |
| 151 | Premier tour | Zénith Saint-Pétersbourg | 0-0   | 1-0   | 1-0    | AEK Athènes | 152 |

## 2006-2007
Ligue des champions :
|     | Tour                              | Club                | Aller | Total | Retour | Club        |     |
| --- | --------------------------------- | ------------------- | ----- | ----- | ------ | ----------- | --- |
| 153 | Troisième tour de qualification   | Heart of Midlothian | 1-2   | 1-5   | 0-3    | AEK Athènes | 154 |
| 155 | Phase de poules, groupe H : J1/J5 | Milan AC            | 3-0   |       | 0-1    | AEK Athènes | 159 |
| 156 | Phase de poules, groupe H : J2/J6 | AEK Athènes         | 1-1   |       | 2-2    | Anderlecht  | 160 |
| 157 | Phase de poules, groupe H : J3/J4 | Lille OSC           | 3-1   |       | 0-1    | AEK Athènes | 158 |

Coupe UEFA :
|     | Tour               | Club        | Aller | Total | Retour | Club     |     |
| --- | ------------------ | ----------- | ----- | ----- | ------ | -------- | --- |
| 161 | Seizième de finale | AEK Athènes | 0-2   | 0-4   | 0-2    | Paris SG | 162 |

## 2007-2008
Ligue des champions :
|     | Tour                            | Club       | Aller | Total | Retour | Club        |     |
| --- | ------------------------------- | ---------- | ----- | ----- | ------ | ----------- | --- |
| 163 | Troisième tour de qualification | FC Séville | 2-0   | 6-1   | 4-1    | AEK Athènes | 164 |

Coupe UEFA :
|     | Tour                           | Club           | Aller | Total | Retour | Club               |     |
| --- | ------------------------------ | -------------- | ----- | ----- | ------ | ------------------ | --- |
| 165 | Premier tour                   | AEK Athènes    | 3-0   | 3-1   | 0-1    | Red Bull Salzbourg | 166 |
| 167 | Phase de poules, groupe C : J1 | IF Elfsborg    | 1-1   |       |        | AEK Athènes        |     |
| 168 | Phase de poules, groupe C : J3 | AEK Athènes    | 1-1   |       |        | Fiorentina         |     |
| 169 | Phase de poules, groupe C : J4 | Mladá Boleslav | 0-1   |       |        | AEK Athènes        |     |
| 170 | Phase de poules, groupe C : J5 | AEK Athènes    | 1-2   |       |        | Villarreal CF      |     |
| 171 | Seizième de finale             | AEK Athènes    | 1-1   | 1-4   | 0-3    | Getafe CF          | 172 |

## 2008-2009
Coupe UEFA :
|     | Tour                       | Club        | Aller | Total | Retour | Club           |     |
| --- | -------------------------- | ----------- | ----- | ----- | ------ | -------------- | --- |
| 173 | Deuxième tour préliminaire | AEK Athènes | 0-1   | 2-3   | 2-2    | Omonia Nicosie | 174 |

## 2009-2010
Ligue Europa :
|     | Tour                              | Club         | Aller | Total | Retour | Club        |     |
| --- | --------------------------------- | ------------ | ----- | ----- | ------ | ----------- | --- |
| 175 | Barrages                          | FC Vaslui    | 2-1   | 2-4   | 0-3    | AEK Athènes | 176 |
| 177 | Phase de poules, groupe I : J1/J4 | Everton      | 4-0   |       | 1-0    | AEK Athènes | 181 |
| 178 | Phase de poules, groupe I : J3/J4 | AEK Athènes  | 1-0   |       | 1-2    | Benfica     | 182 |
| 179 | Phase de poules, groupe I : J4/J4 | BATE Borisov | 2-1   |       | 2-2    | AEK Athènes | 180 |

## 2010-2011
Ligue Europa :
|     | Tour                              | Club                     | Aller | Total | Retour | Club         |     |
| --- | --------------------------------- | ------------------------ | ----- | ----- | ------ | ------------ | --- |
| 183 | Barrages                          | Dundee United            | 0-1   | 1-2   | 1-1    | AEK Athènes  | 184 |
| 185 | Phase de poules, groupe G : J1/J5 | AEK Athènes              | 3-1   |       | 3-1    | Hajduk Split | 189 |
| 186 | Phase de poules, groupe G : J2/J6 | Zénith Saint-Pétersbourg | 4-2   |       | 3-0    | AEK Athènes  | 190 |
| 187 | Phase de poules, groupe G : J3/J4 | Anderlecht               | 3-0   |       | 1-1    | AEK Athènes  | 188 |

## 2011-2012
Ligue Europa :
|     | Tour                              | Club             | Aller | Total | Retour | Club            |     |
| --- | --------------------------------- | ---------------- | ----- | ----- | ------ | --------------- | --- |
| 191 | Barrages                          | AEK Athènes      | 1-0   | 2-1   | 1-1    | Dinamo Tbilissi | 192 |
| 193 | Phase de poules, groupe G : J1/J5 | RSC Anderlecht   | 4-1   |       | 2-1    | AEK Athènes     | 197 |
| 194 | Phase de poules, groupe G : J2/J6 | AEK Athènes      | 1-2   |       | 3-1    | Sturm Graz      | 198 |
| 195 | Phase de poules, groupe G : J3/J4 | Lokomotiv Moscou | 3-1   |       | 3-1    | AEK Athènes     | 196 |

## 2016-2017
Ligue Europa :
|     | Tour                        | Club             | Aller | Total | Retour | Club        |     |
| --- | --------------------------- | ---------------- | ----- | ----- | ------ | ----------- | --- |
| 199 | Troisième tour préliminaire | AS Saint-Étienne | 0-0   | 1-0   | 1-0    | AEK Athènes | 200 |

## 2017-2018
Ligue des champions :
|     | Tour                            | Club        | Aller | Total | Retour | Club        |     |
| --- | ------------------------------- | ----------- | ----- | ----- | ------ | ----------- | --- |
| 201 | Troisième tour de qualification | AEK Athènes | 0-2   | 0-3   | 0-1    | CSKA Moscou | 202 |

Ligue Europa :
|     | Tour                              | Club        | Aller | Total | Retour | Club              |     |
| --- | --------------------------------- | ----------- | ----- | ----- | ------ | ----------------- | --- |
| 203 | Barrages                          | Club Bruges | 0-0   | 0-3   | 0-3    | AEK Athènes       | 200 |
| 205 | Phase de poules, groupe D : J1/J5 | HNK Rijeka  | 1-2   |       | 2-2    | AEK Athènes       | 209 |
| 206 | Phase de poules, groupe D : J2/J6 | AEK Athènes | 2-2   |       | 0-0    | FK Austria Vienne | 210 |
| 207 | Phase de poules, groupe D : J3/J4 | AC Milan    | 0-0   |       | 0-0    | AEK Athènes       | 208 |
| 211 | Seizième de finale                | AEK Athènes | 1-1   | 1-1E  | 0-0    | Dynamo Kiev       | 212 |

## 2018-2019
Ligue des champions :
|     | Tour                              | Club           | Aller | Total | Retour | Club             |     |
| --- | --------------------------------- | -------------- | ----- | ----- | ------ | ---------------- | --- |
| 213 | Troisième tour de qualification   | Celtic Glasgow | 1-1   | 2-3   | 1-2    | AEK Athènes      | 214 |
| 215 | Barrages                          | Fehérvár       | 1-2   | 2-3   | 1-1    | AEK Athènes      | 216 |
| 217 | Phase de poules, groupe E : J1/J5 | Ajax Amsterdam | 3-0   |       | 2-0    | AEK Athènes      | 221 |
| 218 | Phase de poules, groupe E : J2/J6 | AEK Athènes    | 2-3   |       | 0-1    | Benfica Lisbonne | 222 |
| 219 | Phase de poules, groupe E : J3/J4 | AEK Athènes    | 0-2   |       | 0-2    | Bayern Munich    | 220 |

## 2019-2020
Ligue Europa :
|     | Tour                        | Club                  | Aller | Total | Retour | Club        |     |
| --- | --------------------------- | --------------------- | ----- | ----- | ------ | ----------- | --- |
| 223 | Troisième tour préliminaire | Universitatea Craiova | 0-2   | 1-3   | 1-1    | AEK Athènes | 224 |
| 225 | Barrages                    | AEK Athènes           | 1-3   | 3-3E  | 2-0    | Trabzonspor | 226 |

## 2020-2021
Ligue Europa :
|     | Tour                              | Club           | Aller | Total | Retour | Club           |     |
| --- | --------------------------------- | -------------- | ----- | ----- | ------ | -------------- | --- |
| 227 | Troisième tour de qualification   | FC Saint-Gall  | 0-1   | 0-1   |        | AEK Athènes    | *   |
| 228 | Barrages                          | AEK Athènes    | 2-1   | 2-1   |        | Wolfsbourg     | *   |
| 229 | Phase de poules, groupe G : J1/J5 | SC Braga       | 3-0   |       | 4-2    | AEK Athènes    | 233 |
| 230 | Phase de poules, groupe G : J2/J6 | AEK Athènes    | 1-2   |       | 0-2    | Leicester City | 234 |
| 231 | Phase de poules, groupe G : J3/J4 | Zorya Louhansk | 1-4   |       | 3-0    | AEK Athènes    | 232 |

*En raison de la pandémie de COVID-19, les matchs de qualification aux coupes d'Europe de football de la saison 2020-2021 se sont joués en une seule manche.

## 2021-2022
Ligue Europa Conférence :
|     | Tour                           | Club         | Aller | Total              | Retour | Club        |     |
| --- | ------------------------------ | ------------ | ----- | ------------------ | ------ | ----------- | --- |
| 235 | Deuxième tour de qualification | Velež Mostar | 2-1   | 2-2 3-2 aux t.a.b. | 0-1    | AEK Athènes | 236 |

## 2023-2024
Ligue des champions :
|     | Tour                            | Club          | Aller | Total | Retour | Club        |     |
| --- | ------------------------------- | ------------- | ----- | ----- | ------ | ----------- | --- |
| 237 | Troisième tour de qualification | Dinamo Zagreb | 1-2   | 3-4   | 2-2    | AEK Athènes | 238 |
| 239 | Barrages                        | Royal Antwerp | 1-0   | 3-1   | 2-1    | AEK Athènes | 240 |

Ligue Europa :
|     | Tour                              | Club                   | Aller | Total | Retour | Club           |     |
| --- | --------------------------------- | ---------------------- | ----- | ----- | ------ | -------------- | --- |
| 241 | Phase de poules, groupe B : J1/J5 | Brighton               | 2-3   |       | 1-0    | AEK Athènes    | 245 |
| 242 | Phase de poules, groupe B : J2/J6 | AEK Athènes            | 2-2   |       |        | Ajax Amsterdam | 246 |
| 243 | Phase de poules, groupe B : J3/J4 | Olympique de Marseille | 3-1   |       | 2-0    | AEK Athènes    | 244 |

## 2024-2025
Ligue Conférence :
|     | Tour                            | Club        | Aller | Total | Retour | Club                  |     |
| --- | ------------------------------- | ----------- | ----- | ----- | ------ | --------------------- | --- |
| 247 | Deuxième tour de qualification  | AEK Athènes | 4-3   | 8-3   | 4-0    | Inter Club d'Escaldes | 248 |
| 249 | Troisième tour de qualification | FC Noah     | 3-1   | 3-2   | 0-1    | AEK Athènes           | 250 |

## Bilan
| Compétition                | P  | M   | V  | N  | D   | BP  | BC  | Diff. |
| -------------------------- | -- | --- | -- | -- | --- | --- | --- | ----- |
| Ligue des champions (C1)   | 17 | 78  | 19 | 23 | 36  | 84  | 124 | -40   |
| Coupe des coupes (C2)      | 6  | 22  | 10 | 3  | 9   | 33  | 27  | +6    |
| Ligue Europa (C3)          | 27 | 141 | 47 | 34 | 60  | 154 | 161 | -7    |
| Ligue Conférence (C4)      | 1  | 2   | 1  | 0  | 1   | 2   | 2   | 0     |
| Coupe des villes de foires | 1  | 2   | 0  | 0  | 2   | 0   | 4   | -4    |
| Total                      | 52 | 245 | 77 | 60 | 108 | 273 | 318 | -45   |

### Adversaires européens
- Vllaznia Shkodër
- Alemannia Aix-la-Chapelle
- FC Cologne
- Dynamo Dresde
- Bayer Leverkusen
- Borussia Mönchengladbach
- Bayern Munich
- Wolfsbourg
- Inter Club d'Escaldes
- Brighton
- Derby County
- Everton FC
- Liverpool FC
- Leicester City
- Nottingham Forest
- Queens Park Rangers
- FC Noah
- Sturm Graz
- Austria Salzbourg
- Red Bull Salzbourg
- Austria Vienne
- RSC Anderlecht
- Royal Antwerp
- Club Bruges
- KRC Genk
- Standard de Liège
- BATE Borisov
- Velež Mostar
- Litex Lovetch
- APOEL Nicosie
- Omonia Nicosie
- NK Osijek
- HNK Rijeka
- Hajduk Split
- Dinamo Zagreb
- AB Copenhague
- Herfølge BK
- Dundee United
- Celtic FC
- Rangers FC
- Heart of Midlothian
- Hibernian FC
- FC Barcelone
- Athletic Bilbao
- Getafe CF
- Deportivo La Corogne
- Real Madrid
- Málaga CF
- Séville FC
- Villarreal CF
- Saint-Étienne
- LOSC Lille
- Olympique de Marseille
- AS Monaco
- Paris Saint-Germain
- Torpedo Koutaïssi
- Dinamo Tbilissi
- Fehérvár
- Ferencváros TC
- HFC Hummené
- MTK Hungária FC
- Salgótarján BTC
- Újpest FC
- Vasas SC
- Maccabi Haïfa
- ACF Fiorentina
- AC Milan
- Inter Milan
- AS Rome
- Torino FC
- Juventus FC
- Dinaburg Daugavpils
- La Jeunesse d'Esch
- CS Grevenmacher
- Ajax Amsterdam
- Vitesse Arnhem
- PSV Eindhoven
- FC Twente
- SC Braga
- Benfica Lisbonne
- FC Porto
- Mladá Boleslav
- Universitatea Craiova
- Târgu Mureş
- FC Vaslui
- CSKA Moscou
- Dynamo Moscou
- Lokomotiv Moscou
- Spartak Moscou
- Zénith Saint-Pétersbourg
- Étoile Rouge Belgrade
- Vojvodina Novi Sad
- Inter Bratislava
- Spartak Trnava
- ND Gorica
- Olimpija Ljubljana
- IF Elfsborg
- AIK Solna
- FC Saint-Gall
- FC Sion
- Grasshopper Zurich
- Trabzonspor
- Dynamo Kiev
- Zorya Louhansk